# Cletodes pseudodissimilisoris
Cletodes pseudodissimilisoris is een eenoogkreeftjessoort uit de familie van de Cletodidae. De wetenschappelijke naam van de soort is voor het eerst geldig gepubliceerd in 2000 door Gómez.